# St. Mary (Missouri)
St. Mary – miasto w Stanach Zjednoczonych, w stanie Missouri, w hrabstwie Sainte Genevieve.